# Kunitomo Suzuki
Kunitomo Suzuki (jap. 鈴木 国友, Suzuki Kunitomo; * 3. Juli 1995 in Odawara, Präfektur Kanagawa) ist ein japanischer Fußballspieler.

## Karriere
Kunitomo Suzuki erlernte das Fußballspielen in der Jugendmannschaft von Shonan Bellmare, in der Schulmannschaft der Saiho High School sowie in der Universitätsmannschaft der Toin University of Yokohama. Seinen ersten Vertrag unterschrieb er 2018 bei Shonan Bellmare. Der Verein aus Hiratsuka, einer Großstadt im Süden der Präfektur Kanagawa, spielte in der höchsten Liga des Landes, der J1 League. 2018 stand er mit dem Klub im Finale des J.League Cup. Im Endspiel gewann man mit 1:0 gegen die Yokohama F. Marinos. Von Juli 2019 bis Januar 2020 wurde er an den Drittligisten Gainare Tottori ausgeliehen. Mit Tottori absolvierte er 14 Spiele in der J3 League. Direkt im Anschluss erfolgte Anfang 2020 eine Ausleihe zum Zweitligaaufsteiger Giravanz Kitakyūshū nach Kitakyūshū. Nach Vertragsende beim Erstligisten Shonan wechselte er im Januar 2021 zum Zweitligisten Matsumoto Yamaga FC. Nach Ende der Saison 2021 belegte er mit dem Verein aus Matsumoto den letzten Tabellenplatz und musste in die dritte Liga absteigen. Die Hinrunde der Saison 2022 wurde er vom Zweitligisten Montedio Yamagata ausgeliehen. Für den Verein, der in der Präfektur Yamagata beheimatet ist, betritt er 13 Ligaspiele. Die Rückrunde wurde er an den ebenfalls in der zweiten Liga spielenden Thespakusatsu Gunma ausgeliehen. Für den Verein aus Kusatsu (Gunma)Kusatsu bestritt er elf Ligaspiele. Nach der Ausleihe kehrte er im Januar 2023 nach Matsumoto zurück. Nach insgesamt 61 Ligaspielen für Matsumote wechselte er Anfang 2024 Viertligisten Tochigi City FC. Am Ende der Spielzeit 2024 feierte er mit Tochigi die Meisterschaft und stieg in die dritte Liga auf.

## Erfolge
Shonan Bellmare
- Japanischer Ligapokalsieger: 2018

Tochigi City FC
- Japanischer Viertligameister: 2024  ▲